# Giovanni Bernardino Bonifacio

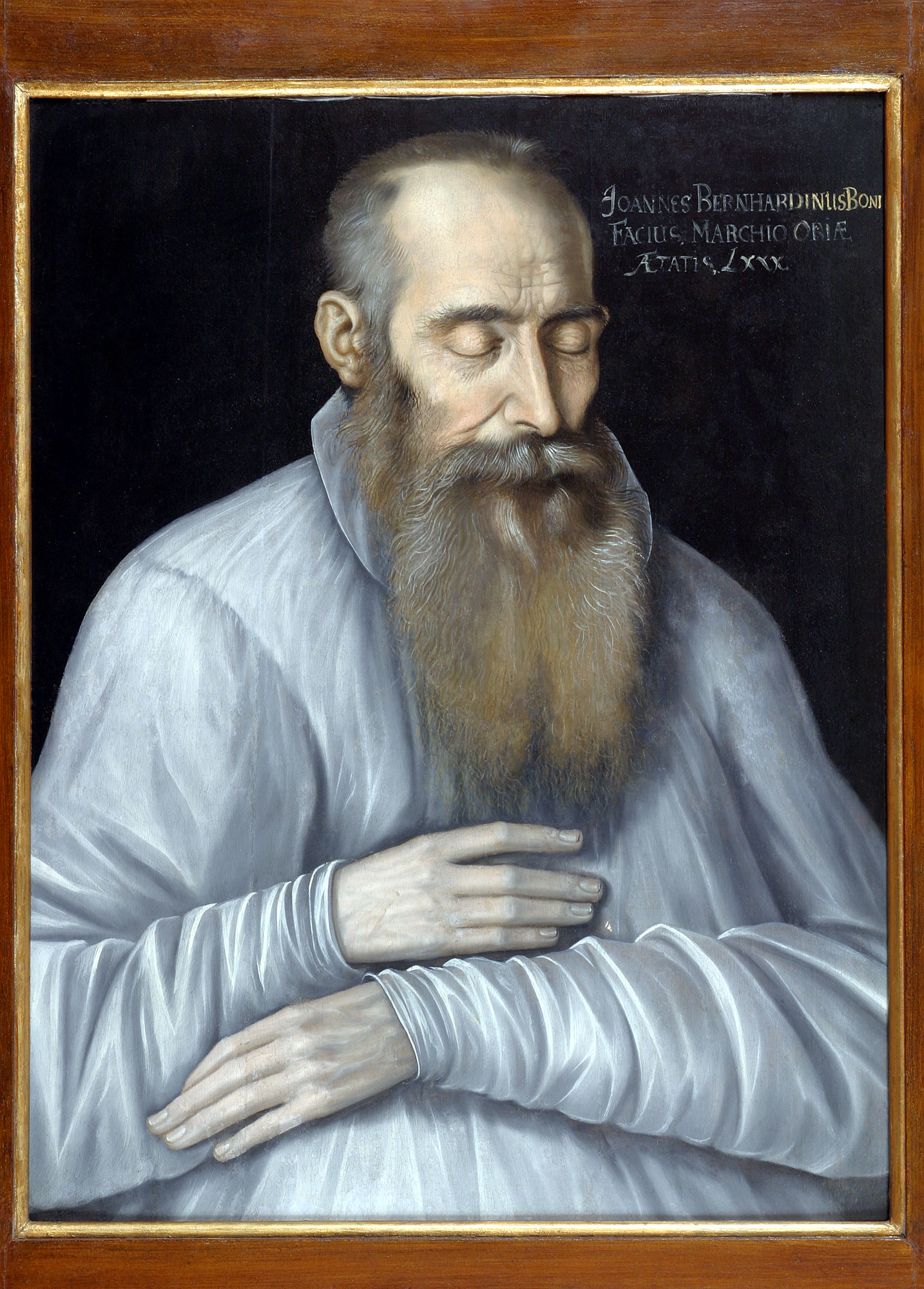
Giovanni Bernardino Bonifacio (etwa 1597)

Giovanni Bernardino Bonifacio marchese d’Oria (* 25. April 1517 in Neapel; † 24. März 1597 in Danzig) war ein italienischer Graf, Humanist und Büchersammler. Als Anhänger der Reformation ging er 1556 zur Zeit der Gegenreformation ins Exil nach Basel, reiste später weiter in Europa herum und kam nach Danzig, wo er arm, blind und mit wenigen übriggebliebenen Büchern 1591 bis 1596 die dortige Stadtbibliothek gründete.

## Leben
Bonifacio war ein Sohn des Adligen Roberto Bonifacio und der edlen Napoletanerin Lucrezia Cicara. Er wurde einziger Familienerbe, weil seine beiden Brüder starben und seine Schwestern das Erbe ausschlugen. 1500 erhielt der Vater die Lehensherrschaft über Oria in Apulien durch den König von Aragon, 1522 mit dem Kauf von Francavilla und Casalnuovo verlieh ihm Karl V. den Titel eines Marchesen. Bonifacios Vater war sehr gebildet und unternahm mit ihm Reisen nach Rom, Frankreich und Spanien und ließ ihn katholisch erziehen.
1536 starb sein Vater, und er konnte das Erbe antreten und übernahm die Leitung der darin enthaltenen Ländereien und Bauten. Schon 1538 brach ein Streit zwischen ihm und den Bürgern von Oria aus, weil sie sich in ihren Rechten verletzt fühlten und vor Gericht gingen. 1549 bis 1552 schwelte ein alter Erbkonflikt mit einer Schwester, die nur unter Druck aufs Erbe verzichtet gehabt hätte. Aus diesen Gründen zog sich Bonifacio in die Terra d’Otranto, auf sein Land in Apulien, zurück und überließ die Herrschaft Orias einer ortsansässigen Familie und Casalnuovo wurde von seiner Frau Beatrice della Marra angeführt.
Seinen Rückzug nutzte er zum Aufbau einer großen Bibliothek, für Kontakte mit Humanisten und Schriftstellern aus ganz Italien und Bildung eines evangelischen Kreises, dessen Vordenker Juan de Valdés war. Teilweise unterstützte er Schriftsteller auch finanziell, im Gegenzug widmeten ihm 1550 Lodovico Dolce seine Tragödie Ifigenia, 1551 Lelio Carani seine Übersetzung von Sallustio und 1553 Paolo Manuzio die Herausgabe von Reimen Petrarcas.
Das zunehmend restriktive Klima der Gegenreformation ließ in Bonifacio einen Plan der Flucht keimen, denn inzwischen war vermutlich auch seine Frau verstorben, jedenfalls tauchte sie nicht mehr in den Quellen auf. 1557 reiste der reiche Mann nach Venedig und von dort weiter nach Basel mit zwei seiner berberischen Diener und einem französischen Mitreisenden. Sobald er in Basel war, begann der Streit um sein großes Erbe zwischen dem Grafen Federico Borromeo, Vertretern der katholischen Kirche und dem Benediktinerkloster S. Severino e Sosio in Neapel.
In Basel lebten damals etliche italienische Glaubensflüchtlinge, viele davon sammelten sich um den humanistischen Gelehrten Bonifacius Amerbach. Von Amerbach erhielt Bonifacio Schriften des Humanisten Erasmus von Rotterdam. Der Konflikt und die Verurteilung des Antitrinitariers Michael Servetus durch Jean Calvin und sein Genfer Umfeld beschäftigte die italienische Gemeinde, Celio Secondo Curione und Pier Paolo Vergerio verkörperten dabei die gegensätzlichen Meinungen dazu. Bonifacio befreundete sich vor allem mit dem Franzosen Sebastian Castellio und dem Italiener Mino Celsi. Es ist möglich, dass er Castellios Buch de haereticis (deutsch: Von den Ketzern) finanziell unterstützt hat, jedenfalls hat er Amerbach ein Exemplar mit Widmung geschenkt. Er ließ in Basel auch einige Broschüren des süditalienischen Philosophen Antonio De Ferrariis veröffentlichen.
Bonifacio ging auch nach Zürich und nach Worms, wo er den von ihm geschätzten Philipp Melanchton kennenlernte, der ihm ein Augsburger Bekenntnis mit Widmung schenkte. Wahrscheinlich weil er als freier Geist die rigide Religionsausübung in Basel verabscheute, zog er 1558 über Graubünden und Lecco am Comersee nach Venedig. Dort wurde er am 8. Juli bei der Inquisition angezeigt wegen Besitz unerlaubter Bücher und Kontakt mit Evangelischen. Zu seinen Vertrauten und Verteidigern gehörten der Gräzist Francesco Porto und die Gräfin Renata d’Este. Nach einem kurzen Aufenthalt in Triest kehrte er nach Venedig zurück, und er verließ 1560 Italien dann endgültig.
Anfang 1561 ließ Bonifacio sich in Kazimierz bei Krakau nieder, wo er in Beziehung mit dem italienischen Arzt Giorgio Biandrata und dem polnischen Calvinisten Jan Boner kam. Castellio schrieb er und lud ihn nach Polen ein und schlug ihm vor, mit Lelio Sozzini zu reisen. Aber schon 1562 reiste er weiter und wohnte nun im mährischen Brno, und 1565 ging er nach Lyon, Paris und London. Kurz darauf ließ er sich 1565 bis 1575 in Urach bei Basel nieder, wo ihm Bonifacio Amerbach einen Wohnsitz erwarb. Danach wanderte er nach Nürnberg, Wien, Dänemark, Schweden, England und Konstantinopel weiter, was jedoch auch neue Gefahren einschloss.
1584 kehrte er verarmt nach Polen zurück, wahrscheinlich war er zuerst Gast bei Buccella; danach ließ er sich in Wilna nieder. Auf seiner letzten Reise nach England bekam er eine Augenkrankheit, die ihn erblinden ließ. 1591 schenkte er dem Senat von Danzig definitiv seine Bibliothek, die ursprünglich aus 1043 Werken mit 1161 Büchern bestand, aber infolge Verlusten im Laufe der Jahre kleiner wurde. Davon waren 242 Titel in den Bereichen Sprache, Poesie, Mathematik und Astrologie angesiedelt; 239 waren von lateinischen und griechischen Theologen, 199 von Philosophen, 141 medizinische Themen, 129 historische Bücher, 72 italienische Autoren und 21 rechtliche Fragen. 1596 konnte die Bibliothek eröffnet werden. Er pflegte weiter Kontakte mit Gelehrten und Patriziern bis zu seinem Tod am 24. März 1597. Brieflich war er auch mit den italienischen Flüchtlingen Giacomo Aconcio, Vincenzo Maggi, Silvestro Teglio und Michele Bruto verbunden. In der Dreieinigkeitskirche Danzigs wurde Bonifacio begraben.

## Schriften
- Edizioni: Antonii Galatei Liber de situ elementorum, Liber de situ Iapigiae, Peter Perna, Basel 1558.
- Lettera sullo studio della storia a F. Camerario, in: Philippi Camerarii Operae horarum subcisivarum sive meditationes historicae auctiores quam antea editae, Frankfurt 1658.
- Miscellanea hymnorum,epigrammatum et paradoxorum quorundam Domini Iohannis Bernhardini Bonifacii, gewidmet A. Welsius, Danzig 1599.
- Violae inferae (lamento in morte del suo cane), Danzig, Bibl. Polksiej Akademii Nauk.